# Izonomia
Izonomia (gr. ἰσονομία) –  termin wywodzący się z prawa starożytnej Grecji oznaczający ustrój polityczny zapewniający obywatelom równość wobec prawa, a także prawo do równego udziału we władzy. Obecnie termin ten mylony jest z równouprawnieniem. Równość wobec prawa oznaczała, iż ogólnie sformułowane prawo dotyczy wszystkich obywateli.